# Vaselina roja (película)
Palombella rossa (en español Vaselina roja) es una película de 1989 dirigida y protagonizada por Nanni Moretti. La cinta aborda la crisis ideológica de la izquierda italiana durante la Caída del muro de 1989. La pérdida de memoria del protagonista es una metáfora de la identidad perdida del antiguo Partido Comunista Italiano (PCI). Palombella rossa ocupó el trigésimo segundo puesto entre las películas más taquilleras de la temporada 1989-1990 en Italia. 

## Trama
Michele Apicella, dirigente del PCI, pierde la memoria tras un accidente. La película gira en torno a un partido de waterpolo en el que Michele intenta recuperar su memoria a través de recuerdos confusos y de una realidad que no llega a comprender o en la que no se reconoce .

## Elenco
La película está protagonizada por los jugadores profesionales de waterpolo Imre Budavári y Mario Scotti Galletta.

## Rodaje
Nanni Moretti quería utilizar una sala de cine como metáfora de la crisis de identidad del PCI. Sin embargo, en ese momento ya había varios proyectos con ideas parecidas (Rorret, Via Paradiso, Nuovo cinema Paradiso y Splendor), por lo que se decidió por una piscina.
Eligió la piscina de Acireale porque buscaba estar en un campo hostil. Algunas de las ambientaciones del filme fueron rodadas en otros emplazamientos..